# Torras
|  | Per a altres significats, vegeu «Torras i Bages». |

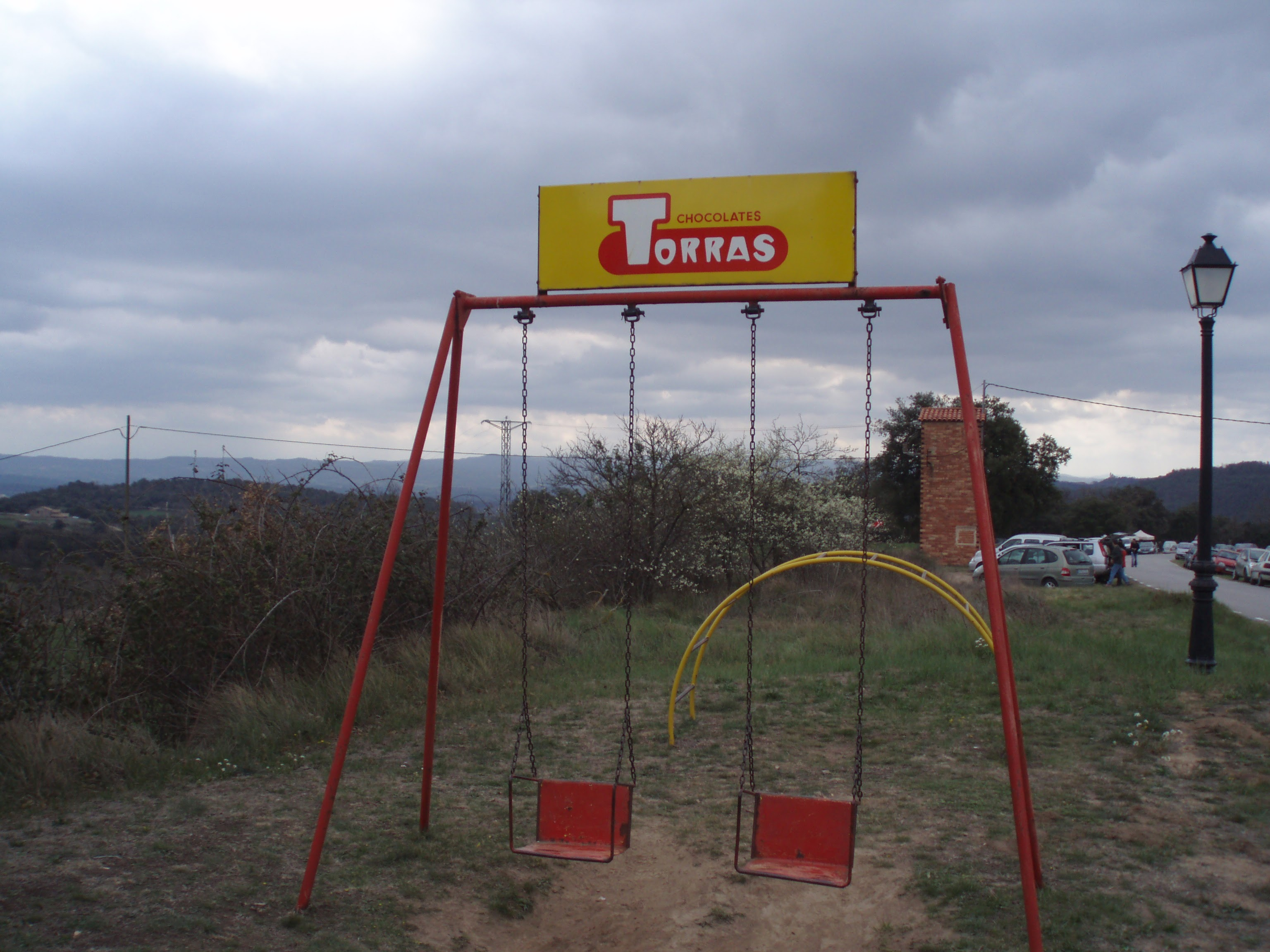
Gronxador publicitari de xocolates Torras en estat original, situat a Lluçà (març del 2008)

Fundada en 1890, Xocolates Torras és una de les més antigues empreses xocolateres del país. Amb unes instal·lacions de 5.000 m2 i una plantilla mitjana de 60 persones, Xocolates Torras és visitada cada any per més de 20.000 persones que tenen així l'oportunitat de conèixer en viu el procés de fabricació de les seves xocolates.
Xocolates Torras va ser pionera a Espanya a comercialitzar una gamma de derivats del cacau sense sucre. D'altra banda, un acord de col·laboració tecnològica amb una empresa belga els va permetre desenvolupar conjuntament una sèrie de fórmules i processos de fabricació.

## Torras al món
Situada a la província de Girona, a només 60 km de la frontera francesa de La Jonquera i a 120 km del Port de Barcelona, la seva adient situació facilita l'accés als mercats internacionals, els quals representen aproximadament el 50% del seu volum de negoci.
Ésser a l'avantguarda quant a desenvolupament de nous productes, un servei àgil i flexible i una excel·lent relació qualitat–preu són els tres factors més valorats pels clients internacionals, que els ha permès consolidar una clara vocació exportadora.
Xocolates Torras exposa en les més importants fires internacionals que se celebren.